# Dansk Melodi Grand Prix 1980
Dansk Melodi Grand Prix 1980 hölls den 29 april 1980 i Falkonérteatret i Köpenhamn, Danmark. Programmet direktsändes av Danmarks Radio, och leddes av Jørgen de Mylius. Vinnarlåten blev "Tænker altid på dig" med Bamses Venner, som tre dagar senare deltog i Eurovision Song Contest 1980 i Haag, Nederländerna, där den slutade på 14:e plats av 19 bidrag.

## Poängutdelning
Poängen delades ut av en jury bestående av 11 personer, som satt på första plats i salen. Det var också möjligt för publiken att meddela sin åsikt om poängutdelningen.
Varje jurymedlem gav mellan 1 och 9 poäng till varje låt. Man lade samman alla poäng och detta blev en melodis slutliga poäng. Omröstningssystemet 1980 gick till så att juryn meddelade sin röst omedelbart efter varje nummer.

## Resultat
| Nummer | Artist                            | Melodi                    | Låtskrivare                             | Placering | Poäng |
| ------ | --------------------------------- | ------------------------- | --------------------------------------- | --------- | ----- |
| 01     | Vivian                            | Jeg er fængslet af dig    | Ole Høyer / Sigurd Eriksen              | 11        | 39    |
| 02     | Tommy P. ft. Gry og Sten Johansen | Syng en sang om evig fred | Tommy Petersen                          | 8         | 57    |
| 03     | Lollipops                         | Nu er det morgen          | Torben Lundgren                         | 5         | 61    |
| 04     | Susanne Breuning                  | Mozart Jensen             | Simon Rosenbaum                         | 11        | 39    |
| 05     | Bamses Venner                     | Tænker altid på dig       | Flemming Jørgensen / Bjarne Gren Jensen | 1         | 84    |
| 06     | Grethe Ingmann                    | Hej, hej, det swinger     | Leif Pedersen / Karlo Staunskær         | 3         | 69    |
| 07     | Daimi                             | Fri mig                   | Michael Elo                             | 10        | 43    |
| 08     | Henning Vilén og Birthe Kjær      | Du og jeg                 | Mabel                                   | 2         | 77    |
| 09     | Brødrene Olsen                    | Laila                     | Jørgen Olsen                            | 5         | 61    |
| 10     | McKinleys                         | Robin Hood                | Ralph Levitan / Fini Jaworski           | 9         | 47    |
| 11     | Hans Mosters Vovse                | Swingtime igen            | Allan Mortensen                         | 4         | 65    |
| 12     | Lecia og Lucienne                 | Bye, bye                  | Tommy Seebach / Keld Heick              | 7         | 59    |